# Semesa Sikivou
Semesa Koroikilai Sikivou, né en 1917 et mort en 1990, est un diplomate et homme politique fidjien.

## Biographie
Originaire du village de Narocivo dans la province de Rewa des Fidji, il obtient un Master à l'Université d'Auckland en Nouvelle-Zélande puis un diplôme d'enseignement à l'université de Londres. Il travaille ensuite initialement dans l'administration du département de l'Éducation du gouvernement colonial aux Fidji. 
En 1956 il est nommé membre du Conseil législatif de la colonie par le gouverneur Sir Ronald Garvey (en), sur proposition du Grand Conseil des chefs. En avril 1963 se tiennent les premières élections auxquelles la population autochtone ait le droit de vote, et Semesa Sikivou demeure membre du Conseil avec cette fois un mandat électif. En 1964 il est fait membre de l'ordre de l'Empire britannique. 
Les Fidji accèdent à l'indépendance en 1970, et le gouvernement de Ratu Sir Kamisese Mara nomme Semesa Sikivou représentant permanent aux Nations unies, avec pour tâche de représenter les intérêts non seulement de son pays mais aussi des autres États et territoires insulaires du Pacifique Sud, et conjointement ambassadeur aux États-Unis et haut-commissaire au Canada,, ; son équipe diplomatique aux Nations unies inclut le diplomate Satya Nandan. En 1972 la reine des Fidji, Élisabeth II, le fait commandeur de l'ordre de l'Empire britannique.
De retour aux Fidji en 1976, il entre à nouveau en politique. À l'issue des élections législatives de septembre 1977, il est nommé ministre de l'Éducation et des Sports dans le gouvernement de Ratu Mara. Fait ministre du Travail et des Communications après les élections de 1982, en novembre 1985 il est promu ministre des Affaires étrangères à la mort de Jonati Mavoa. Il ne conserve toutefois ce poste que quelques mois, avant que le Premier ministre Ratu Mara ne se l'attribue à lui-même.